# Sigfrid Köhler
Karl Magnus Sigfrid Köhler, född 8 februari 1869 i Malmö S:t Petri församling, död 9 april 1936 i Halmstad, var en svensk läkare. 
Köhler, som var son till skomakare Mårten Olson och Ulrika Maria Torslow,  blev student i Lund 1888, medicine kandidat 1893, medicine licentiat 1897 och medicine doktor 1919 i Uppsala. Han var praktiserande läkare i Halmstad 1897–1926, innehade årliga kortare förordnanden som förste resp. andre stadsläkare där i sammanlagt 4 år och 3 månader under åren 1899–1909, biträdande provinsialläkare i Halmstads distrikt i sammanlagt 6 år och 6 månader under åren 1914–1920, samtidigt tillförordnad förste provinsialläkare i Hallands län i omkring 6 månader. Han utnämndes 1921 till förste provinsialläkare i Älvsborgs län, men erhöll begärt avsked från denna tjänst 1922. Han var tillförordnad provinsialläkare i Halmstads distrikt 1924–1925, biträdande förste provinsialläkare i Hallands län 1921–1926, läkare vid kronohäktet i Halmstad 1924–1926, postläkare i Halmstad i några år och blev provinsialläkare i Helsingborgs distrikt 1926. Han pensionerades 1934 och bosatte sig därefter åter i Halmstad. Han var även läkare vid Mjölkdroppen i Halmstad 1913–1924.
Köhler var ledamot av direktionen för Halmstads länslasarett under 16 år och under några år ledamot av stadsfullmäktige, drätselkammaren och folkskolestyrelsen i Halmstads stad. Han var medlem av en fyrmannakommitté som 1907, på uppdrag av stadsfullmäktige, besökte Eskilstuna, Västerås och Stockholm för studier av renhållningsväsendet. Han var en av stiftarna av Hallands läkareförening 1904, dess sekreterare i 22 år och dess ordförande 1917. Han var ordförande i sällskapet Jultomtarna i Halmstad i 15 år, ordförande i Odd Fellow-logen Hallandia i 16 år och ordförande i frimurarlogen Sirius i Halmstad sedan 1934. Han skrev talrika artiklar i Halmstadspressen i huvudsakligen populärmedicinska frågor och var verksam som föreläsare i bland annat flera föreläsningsföreningar, Vita bandet och Barnmorskeföreningen i Halland.